# Маккиллоп, Пэт
Патрисия (Пэт) Джин Маккиллоп (до замужества — Фрейзер, в другом замужестве — Бакл) (англ. Patricia (Pat) Jean McKillop (Fraser, Buckle), 15 июля 1956, Булавайо, Южная Родезия) — зимбабвийская баскетболистка, гольфистка, хоккеистка (хоккей на траве), полузащитник. Олимпийская чемпионка 1980 года по хоккею на траве.

## Биография
Пэт Маккиллоп родилась 15 июля 1956 года в городе Булавайо в Южной Родезии (сейчас Зимбабве).
Играла в хоккей на траве за «Булавайо Атлетик». В 1973 году выступала за женскую молодёжную сборную страны, в 1974—1980 годах — за главную сборную.
В 1980 году вошла в состав женской сборной Зимбабве по хоккею на траве на летних Олимпийских играх в Москве и завоевала золотую медаль. Играла на позиции полузащитника, провела 5 матчей, забила 6 мячей (по два в ворота сборных СССР и Австрии, по одному — Польше и Чехословакии). Стала лучшим снайпером турнира вместе с советской хоккеисткой Нателлой Красниковой.
Специализировалась на исполнении штрафных угловых и пенальти.
Также играла в баскетбол за Матабелеленд. С 1995 года представляла Зимбабве в гольфе.
По окончании игровой карьеры в течение 3 лет была тренером женской молодёжной сборной Зимбабве по хоккею на траве, в том числе на молодёжном чемпионате 1989 года в Канаде.

## Семья
Брат Пэт Маккиллоп Дерек Фрейзер играл за сборную Зимбабве по хоккею на траве.
Вторым мужем Пэт Маккиллоп был зимбабвийский первоклассный крикетист и тренер по хоккею на траве Колин Уильямс.
Имеет трёх сыновей, все они — спортсмены международного уровня. Сын от первого брака Майкл Маккиллоп (род. 1981) был капитаном сборной Зимбабве по хоккею на траве, первоклассным крикетистом Матабелеленда. Шон Уильямс (род. 1986) играл в хоккей на траве и крикет на международном уровне. Мэтью Уильямс (род. 1990) также был первоклассным крикетистом, возглавлял сборную Зимбабве по хоккею на траве.